# Apomiksa
Apomiksa ali apomiksis je proces nespolnega razmnoževanja, značilen za rastline, pri katerem embrio (kalček) nastane, ne da bi prišlo do oploditve. Izraz izhaja iz grščine, kjer predpona apo- pomeni brez in miksis prevedemo kot spajanje ali mešanje. Apomiksa se pojavlja pri algah, glivah, praprotnicah in kritosemenkah. Zabeleženih je bilo 33 družin kritosemenk, pri katerih je vsaj pri eni vrsti potekala apomiksa.

## Različni tipi apomikse
Ločimo več različnih tipov apomikse, ki se med seboj razlikujejo po začetni strukturi, iz katere se bo razvil embrio.

### Partenogeneza
Tudi ta termin izhaja iz grščine; parthenos pomeni deviški, medtem ko genesis prevajamo kot nastanek. Pri tem procesu embrio izvira iz jajčne celice, ki je spermalna celica ni oplodila. Poznamo dva podtipa; za haploidno partenogenezo je značilno, da je jajčna celica, ki bo dala osnova za nastanek embria, normalna - torej haploidna (ima n kromosomov). Med bolj znane rastline, pri katerih se lahko odvije ta način partenogeneze, spadajo pogosto gojene kulturne vrste, kot so pšenica, koruza, rž, riž in tobak. Haploidno partenogenezo je mogoče vzpodbuditi umetno ali naravno (denimo z nizkimi temperaturami, ionizirajočim sevanjem in križanjem različnih rastlinskih vrst), četudi s tem navadno dobimo nekoliko manjše rastline.
Diploidna partenogeneza je značilna za jajčne celice, ki nastajajo pri razvoju embrionalne vrečke (tudi zarodkovega mešička), ki sama izvira iz diploidne makrosporocite oziroma materinske celice makrospor. Ker slednja ne doživi za spore normalne mejotske delitve (tudi redukcijske delitve), ostane diploidna in posredno vodi v nastajanje diploidne jajčne celice. Med rastline, ki pogosteje doživljajo ta tip partenogeneze, spadajo nekatere trave (Poaceae), petoprstnik (Potentilla), arnika (Arnica), regrat (Taraxacum), šipek (Rosa) in robida (Rubus).

### Aposporija
Izraz je grškega porekla, pri čemer predpona apo- pomeni brez in se -sporija navezuje na termin spora ali tros. Bistvena značilnost aposporije je dejstvo, da embrionalna vrečka ne izvira iz makrospore (tudi megaspore), ampak iz okoliških struktur – ali iz ovojnic, ki obdajajo semensko zasnovo in se imenujejo integumenti, ali pa iz celice osrednjega tkiva semenske zasnove, ki mu pravimo nucel (tudi nucellus). Občasno sočasno z normalno embrionalno vrečko nastajajo dodatne aposporne embrionalne vrečke, ki se najpogosteje nahajajo v predelu halaze (tj. bazalni del nucela, ki je mesto, na katerem izraščata dva integumenta). Aposporija se pojavlja pri posamičnih sortah jablane, sončnici (Helianthus), travah, zlatičevkah in dresnovkah (Polygonaceae).

### Apogamija
Tudi pri apogamiji predpona apo- pomeni brez, grški izraz gamos pa prevajamo kot zakon. Apogamija je tip apomikse (nastajanja zarodka brez oploditve), pri katerem embrio izvira iz haploidnih sinergid ali antipod (spremljevalnih celic jajčne celice, ki se nahajajo v embrionalni vrečki). Tudi tukaj se pojavlja diploidna verzija (denimo pri jagodnjakih), ki je sicer redkejša, in pri kateri embrio nastane iz sinergid ali antipod, ki so diploidne (imajo 2n kromosomov). Med rastline, za katere je značilno pojavljanje apogamije, spadajo čebula, lan, koruza in plahtica (Alchemilla). Pri slednji se pojavlja posebnost, saj se poleg embria, ki nastane kot posledica poteka apogamije, tvori še en embrio, ki pa je posledica razvoja oplojene jajčne celice.

### Adventivna embrionija
Za zgoraj opisane načine apomikse je značilno, da embrio nastane v notranjosti embrionalne vrečke, ki se nahaja v semenski zasnovi. Pri adventivni embrioniji pa neposredno osnovo za tvorbo embria predstavlja vegetativna celica nucela (nucelarna embrionija) ali integumenta (integumentalna embrionija), ki je diploidna. Embrio nastaja zunaj embrionalne vrečke. Veliko bolj razširjena je nucelarna embrionija, ki se pojavlja pri rutičevkah (Rutaceae). Za te je značilno tudi, da se pri njih občasno poleg klasičnega embria, ki izvira iz oplojene jajčne celice, pojavlja večje število (celo do trideset) embrijev, ki so nastali z nucelarno embrionijo. Kljub temu jih veliko propade, zrelo fazo pa doseže le peščica (npr. trije).